# 3-metilpentan
3-metilpentanul este un compus organic și unul dintre izomerii hexanului (C6H14). Este un alcan ramificat, având o structură similară cu 2-metilpentanul (izomerul său de poziție).